# Autilla del Pino
Autilla del Pino település Spanyolországban, Palencia tartományban. Autilla del Pino Palencia, Santa Cecilia del Alcor, Pedraza de Campos, Villamartín de Campos és Grijota községekkel határos. Lakosainak száma 219 fő (2024).

## Népesség
A település népessége az elmúlt években az alábbi módon változott:
| Lakosok száma | 245  | 243  | 242  | 240  | 254  | 241  | 235  | 222  | 215  | 219  |
|               | 2001 | 2004 | 2007 | 2009 | 2012 | 2014 | 2017 | 2019 | 2022 | 2024 |